# Feliksów (powiat sochaczewski)
Feliksów – wieś w Polsce położona w województwie mazowieckim, w powiecie sochaczewskim, w gminie Sochaczew. Ma status sołectwa.
| SIMC    | Nazwa            | Rodzaj    |
| ------- | ---------------- | --------- |
| 1057723 | Feliksów-Folwark | część wsi |

W latach 1954–1959 wieś należała i była siedzibą władz gromady Feliksów, po jej zniesieniu w gromadzie Kożuszki. W latach 1975–1998 miejscowość należała administracyjnie do województwa skierniewickiego.